# C7突擊步槍
C7是加拿大的制式突擊步槍，由加拿大柯爾特（Colt Canada）生產，是M16突擊步槍的衍生型。

## 設計
C7突擊步槍的設計與M16A3相同，由當年的加拿大迪瑪科合法授權生產。
C7使用M16A1的下機匣，因此可以全自動發射，配發塑料制30發彈匣，亦可與M16的鋁製彈匣通用。要分別C7和M16，主要是留意機匣銘文，C7系列印有楓葉標記，亦在拉機柄加入提高強度的設計。
C7有多种衍生型，包括C7A1、C7A2、C7CT、LSW、C8、C8A1、C8A2、C8FTHB、C8CT、C8CQB、SFW等。

## C7
基本型C7與柯爾特M16A1E1及M16A2相似，早期的C7由柯爾特生產，型號為M715。
C7的扳機有保險、全自動、單發三種模式，改良護木設計，加長槍托，採用提把照門亦沒有風偏調節（M16A1式罩門），鍛碳鋼槍管，安裝的加拿大制M203A1榴彈發射器亦與美國製的不同。

### C7A1

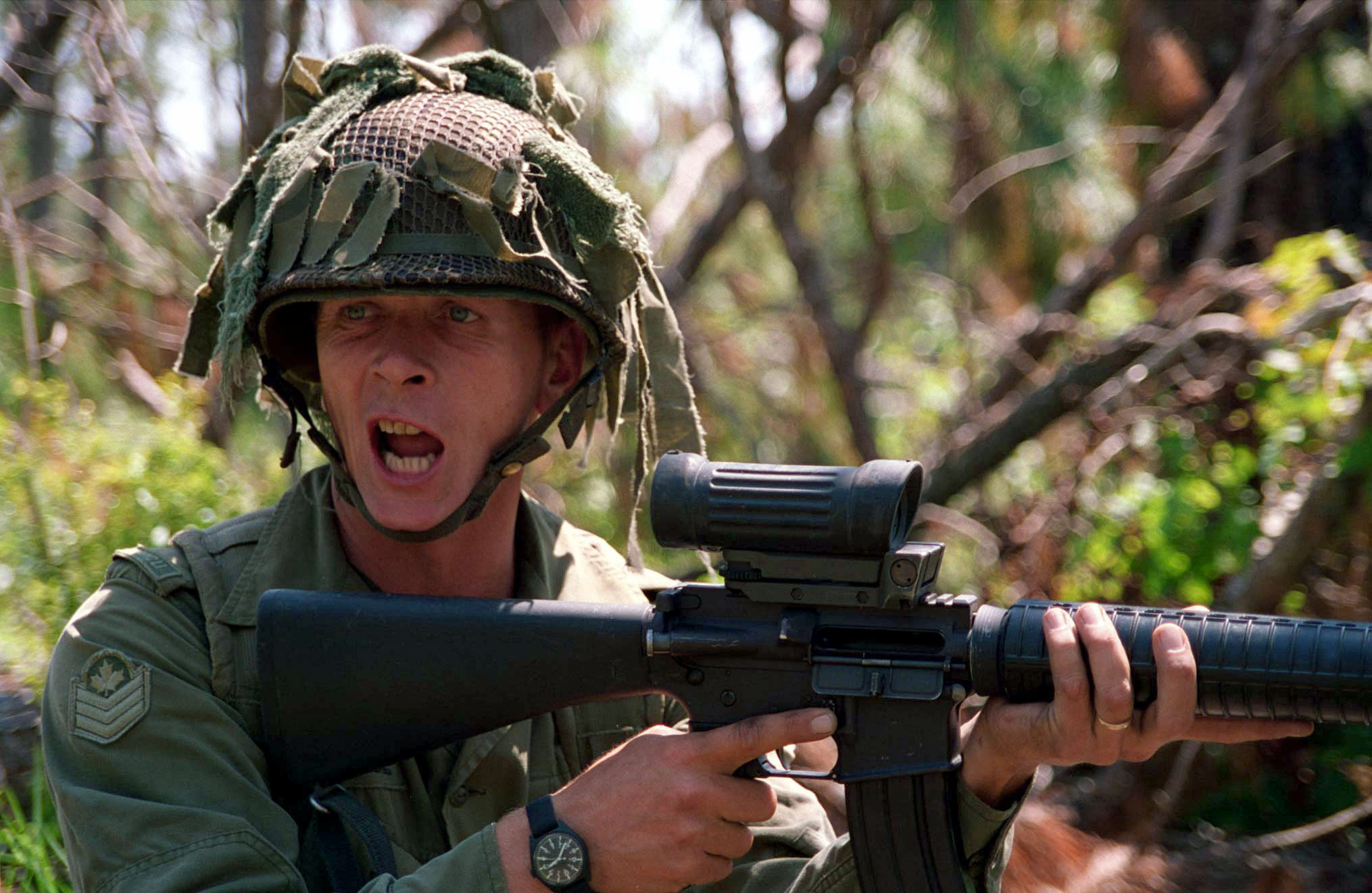
加拿大士兵的C7A1。

C7A1（又稱C7FT）是C7的平頂型（Flat Top）版本，移除機匣頂部提把照門，改為改良的Weaver戰術導軌（又名Diemaco Rail和Canadian Rail, 由于加拿大的导轨研发早于美国的MIL-STD-1913 rail“皮卡汀尼”导轨, 因此两者略有不同），並加上原本為C9輕機槍設計的ELCAN C79 3.4倍光学瞄準鏡，瞄準鏡前端加裝後備機械照門，護木前端更可加裝3小段戰術導軌以配合激光指示器等的配件。
現在的加拿大軍隊是C7及C7A1並用，丹麥把他們的C7A1命名為G M/95OP。

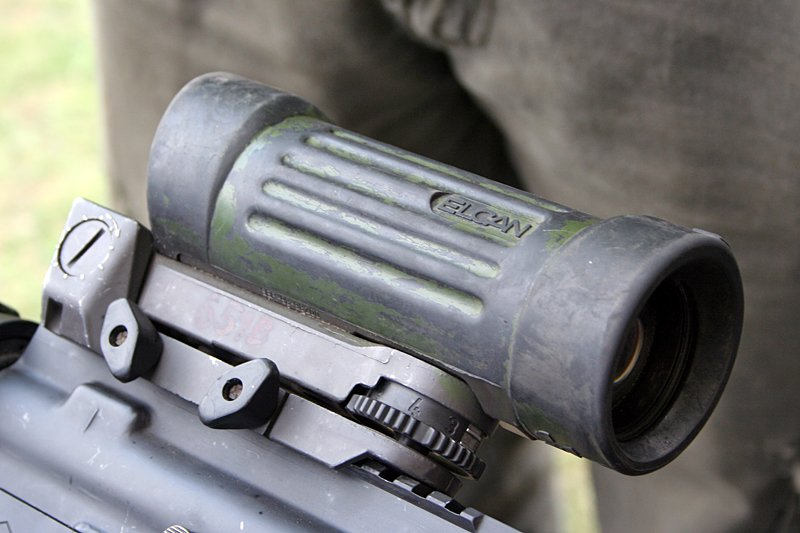
ELCAN C79瞄準鏡

### C7A2
當加拿大軍隊參與2001年阿富汗戰爭後，他們提出需要改進了C7及C7A1，以提高戰場實用性及可靠性，成為了C7A2。
C7A2是以C7及C7A1改裝而成，508毫米（20吋）槍管，裝有ELCAN C79A2瞄準鏡，改用伸縮槍托，加裝有齒形防滑紋的橡膠緩衝墊槍托底板，拉機柄加大尺寸，亦正式採用C7A1的護木前端3小段TRI-AD I 戰術導軌，以配合其他戰術配件，機匣兩邊皆有彈匣釋放鈕及射擊選擇鈕，護木及槍托改為啞綠色設計，部份C7A2裝有406 毫米（16 寸）短槍管。

### C7CT
C7CT（Custom Tactical Rifle）是C7的精確戰術步槍版本，只能單發射擊，採用自由浮置式比賽級鍛碳鋼重槍管，平頂設計以安裝瞄準鏡，特制的握把和槍托，兩腳架裝在浮置護木底下。
加拿大軍隊狙擊手亦有採用C7CT。

## C8及SFW
C8卡賓槍是C7突擊步槍系列的卡賓槍版本，而SFW（Special Forces Weapon）則是戰術改良版本。

## LSW

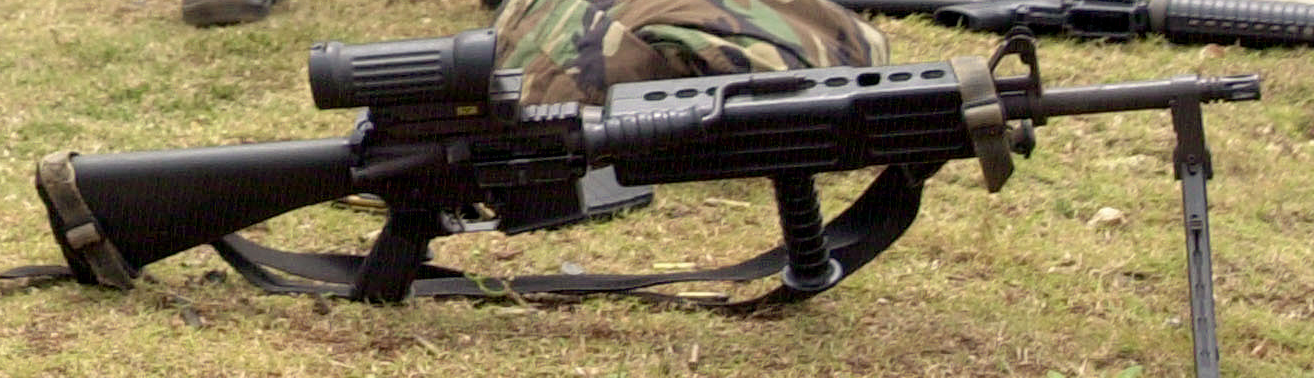
LSW

迪瑪科及柯爾特亦有合作推出C7系列的班用机枪版本，名為迪瑪科LSW（Diemaco Light Support Weapon）。
LSW裝有重槍管以提高持續火力，基本型的LSW只有全自動發射及保險模式，而丹麥軍隊使用版本加入單發模式。LSW裝有可拆式提把（有風偏調節）、正方盒型護木、固定的前握把及兩腳架，設有刺刀座。LSW採用了開放式槍栓（丹麥版本為閉鎖式槍栓），亦設有復進助推器。
目前裝備LSW的國家有丹麥（名為LSV M/04）及荷蘭。
加拿大沒有採用LSW，而是採用獲授權生產的C9。

## C7及C8衍生型圖表
| 柯爾特編號 | 迪瑪科編號 | 加拿大命名 | 英國命名 | 丹麥命名 | 槍管長                   | 槍管類型             | 護木       | 槍托         | 握把 | 下機匣 | 上機匣   | 後照門 | 槍口裝置 | 復進助推器 | 彈殼護板 | 刺刀座 | 發射模式 |
| ---------- | ---------- | ---------- | -------- | -------- | ------------------------ | -------------------- | ---------- | ------------ | ---- | ------ | -------- | ------ | -------- | ---------- | -------- | ------ | -------- |
| 715        | C7         | C7         |          |          | 20寸（508毫米）          | A2式（1/7纏距）      | 長圓肋紋型 | 固定A2式     | A2   | A2     | A2       | A1     | A2鳥籠型 | 有         | 有       | 有     | S—R—Auto |
|            | C7FT       | C7A1       |          | Gv M/95  | 20寸（508毫米）          | A2式（1/7纏距）      | 長圓肋紋型 | 固定A2式     | A2   | A2     | 平頂     | 無     | A2鳥籠型 | 有         | 有       | 有     | S—R—Auto |
|            | C7A2       | C7A2       |          |          | 16或20寸（406或508毫米） | A2式（1/7纏距）      | 長圓肋紋型 | 四段固定位置 | A2   | A2     | 平頂     | 無     | A2鳥籠型 | 有         | 有       | 有     | S—R—Auto |
| 750        | LSW        |            |          | LSV M/04 | 20寸（508毫米）          | A2 HBAR式（1/7纏距） | 長方盒型   | 固定A2式     | A2   | A2     | A2或平頂 | A2或無 | A2鳥籠型 | 有或無     | 有       | 有或無 | S—Auto   |
| 725        | C8         | C8         |          |          | 14.5寸（368毫米）        | A1式（1/7纏距）      | 短圓型     | 兩段固定位置 | A2   | A2     | A2       | A1     | A2鳥籠型 | 有         | 有       | 有     | S—R—Auto |
|            | C8FT       | C8A1       |          |          | 14.5寸（368毫米）        | A1式（1/7纏距）      | 短圓型     | 四段固定位置 | A2   | A2     | 平頂     | 無     | A2鳥籠型 | 有         | 有       | 有     | S—R—Auto |
|            | C8FTHB     | C8A2       |          | Kb M/96  | 14.5寸（368毫米）        | A2 HBAR式（1/7纏距） | 短圓肋紋型 | 四段固定位置 | A2   | A2     | 平頂     | 無     | A2鳥籠型 | 有         | 有       | 有     | S—R—Auto |
|            | SFW        |            | L119A1   |          | 15.8寸（401毫米）        | SFW式（1/7纏距）     | KAC M4 RAS | 四段固定位置 | A2   | A2     | 平頂     | 無     | A2鳥籠型 | 有         | 有       | 有     | S—R—Auto |

### 註解
發射模式
- 安全（S）— 半自動（R）— 全自動（Auto）

槍托
- 固定A2式：與M16A2相同
- 兩段固定位置：伸縮槍托，兩段位置可選
- 四段固定位置：伸縮槍托，四段位置可選

上機匣
- A2：與M16A2相同，固定
- 平頂：可拆提把式照門，附有導軌

下機匣
- A2：與M16A2出口型相同，但可全自動

護木
- 長圓肋紋型：圓肋紋型步槍護木，與M16A2相同
- 長方盒型：長方盒型輕機槍護木（Square LMG），附有前握把
- 短圓肋紋型：卡賓槍長度的圓肋紋型護木
- KAC M4 RAS：四條戰術導軌護木版本[16]

其他相關型號或註解請參考CAR-15槍族型號註解

## 使用國
- 阿富汗
  - 阿富汗國民軍：由加拿大捐贈2,500枝C7步槍用作訓練用途，直到他們獲得美援的M16步槍後把這批步槍退還給加拿大。
- - 澳洲陸軍特種空勤團
- 加拿大
  - 加拿大軍隊
- 丹麦
  - 丹麥國防軍：在1995年購入了C7A1，命名為G M/95OP，在1996年又購入了C8A1，命名為Kb M/96OP，合計共7772支，用於取代他們在1975年開始裝備的M/75（HK G3）[6]。C7A1裝備普通部隊，C8A1裝備車組成員及特種部隊，丹麥護衛隊（Danish Home Guard）的C7A1沒有瞄準鏡，改用提把式照門。
- 冰島
  - 危機應變部隊（英语：en）
- 荷蘭
  - 荷蘭海軍陸戰隊
- 新西兰
  - 紐西蘭特種空勤團
- 挪威
  - 挪威特種作戰突擊隊
- 羅馬尼亞
  - 羅馬尼亞國防部快速干預支隊（英语：Detașamentul de Intervenție Rapidă）
- 瑞典
  - 瑞典國防軍特別行動任務組
- 乌克兰：2022年俄羅斯入侵烏克蘭期間獲加拿大軍援。
  - 烏克蘭武裝部隊
- 英国
  - 英國陸軍
    - 英國皇家憲兵（英语：Royal Military Police）

  - 英國皇家海軍陸戰隊